# Shanghai (película)
Shanghai es una película dirigida por Mikael Håfström, protagonizada por John Cusack y Gong Li. La película fue estrenada en cines primero en China el 17 de junio de 2007.

## Sinopsis
Tras el asesinato de su amigo, Paul Soames es llamado a Shanghai para investigar su muerte, ahí le encargan investigar a Anthony Lan-Ting (Chow Yun Fat) y descubre la sensualidad y secretos de su seductora esposa Anna Lan-Ting (Gong Li).

## Elenco
- John Cusack como Paul Soames.
- Gong Li como Anna Lan-Ting.
- Chow Yun-Fat como Anthony Lan-Ting.
- Jeffrey Dean Morgan como Connor.
- Ken Watanabe como Capitán Tanaka.
- Rinko Kikuchi como Sumiko.
- David Morse como Richard Astor.
- Franka Potente como Leni.
- Hugh Bonneville como Ben Sanger.
- Andy On como Yum.
- Race Wong como cabaretera.
- Rosanne Wong como cabaretera.
- Gemma Chan como Shin Shin.
- Benedict Wong como Juso Kita.

|              |          |                      |
| John Cusack. | Gong Li. | Jeffrey Dean Morgan. |